# Buzz!
Buzz! è una serie di videogiochi di quiz pensata da Sleepydog Ltd., sviluppata da Relentless Software e pubblicata da Sony Computer Entertainment Europe per le console PlayStation 2, PlayStation 3 e PlayStation Portable dal 2005 al 2010. La serie simula lo svolgimento di quiz televisivi il cui presentatore è il bizzarro Buzz (che dà il nome alla serie). In ogni gioco della serie, come nei quiz televisivi reali, vince il concorrente che ottiene il maggior numero di punti.
Ogni giocatore (fino ad un massimo di 8) può rispondere prenotandosi oppure premendo il colore corrispondente sull'apposito controller (detto buzzer).

## I Buzzer Buzz!
I Buzzer Buzz! sono un set di quattro pulsantiere formate principalmente da 5 tasti: 4 tasti colorati e 1 tasto rosso chiamato "Buzz!", dove in certi round del gioco, ci si prenota per rispondere.
Nei giochi per PlayStation 2, i Buzzer sono collegati alla console tramite un cavo USB, mentre nei giochi per PlayStation 3, attraverso i bundle, vengono distribuiti dei Buzzer wireless collegati alla console con una penna USB ricevitore e i Buzzer della PlayStation 2 sono compatibili anche sul sistema successivo.

## La serie
La serie è stata lanciata nell'ottobre del 2005 con Buzz! The Music Quiz.
I giochi della serie sono:
PlayStation 2
- Buzz! The Music Quiz (2005)
- Buzz! Il superquiz (2006)
- Buzz! The Sports Quiz (2006)
- Buzz! The Mega Quiz (2007)
- Buzz! Hollywood Quiz (2007)
- Buzz! The Pop Quiz (2008)
- Buzz! Il Quizzone Nazionale (2009)[1]

PlayStation Portable
- Buzz! Gran Quiz (2008)
- Buzz! Ingegna mente (2008)
- Buzz! The Ultimate Music Quiz (2010)[1]

PlayStation 3
- Buzz! Quiz TV (2008)
- Buzz! Il Quizzone Nazionale (2009)[1]
- Buzz! Un mondo di Quiz (2009)[1]
- Buzz! The Ultimate Music Quiz (2010)[1]
- Buzz!: Quiz Party (2010)

Telefono cellulare
- Buzz! The Mobile Quiz (2008)[4][5]

## Accoglienza
La rivista Play Generation mise al primo posto la serie come miglior rappresentante del genere party del 2008, citando in particolare Buzz! Quiz TV e Buzz! Gran Quiz.
Buzz! Ingegna mente ricevette un punteggio di 77/100, venendo apprezzato per essere un gioco che faceva allenare la mente in singolo con la possibilità di affrontare una serie di minigiochi in compagnia di altri cinque amici, tuttavia la ripetitività si sarebbe presto fatta sentire. Nell'aprile 2009 si rivelò essere il quinto titolo più venduto per PSP.
Buzz! The Pop Quiz  invece venne valutato con un 85/100, trovando il nuovo capitolo della celebre serie di quiz a tema, dedicato in questo caso ai maniaci della musica, come ottimo in compagnia.
Buzz! The Ultimate Music Quiz fu classificato come migliore titolo party del 2010.
Buzz! Un mondo di Quiz ebbe un 89/100, venendo considerato un gioco divertente e intelligente, che ovviamente avrebbe offerto il massimo se affrontato in compagnia.